# Kadıoğlu, Sarayönü
Kadıoğlu là một thị trấn thuộc huyện Sarayönü, tỉnh Konya, Thổ Nhĩ Kỳ. Dân số thời điểm năm 2011 là 1.637 người.